# Shredderman Rules
Shredderman Rules is een
Amerikaanse televisiefilm uit 2007, geregisseerd door Savage Steve Holland. De film is gebaseerd op de boekenserie Shredderman van Wendelin van Draanen.

## Verhaal
Nolan Byrd (Devon Werkheiser) is een tiener die net als andere kinderen op
school wordt gepest door Bubba Bixby (Andrew Caldwell). Wanneer zijn leraar M. Green (Weiden Tim) hem en de rest van zijn klas de opdracht geeft een media-project uit te voeren, besluit Nolan zijn project over Bubba te doen. Nolan bespioneert Bubba, filmt hem als hij kinderen pest op zijn school, en zet de filmpjes op zijn nieuwe website. Dat doet hij onder de naam "Shredderman", omdat hij anoniem wil blijven.

## Rolverdeling
- Nolan Byrd - Devon Werkheiser
- Mr. Green - Tim Meadows
- Bob Bixby - Daniel Roebuck
- Alvin 'Bubba' Bixby - Andrew Caldwell
- Nolans vader - Dave Coulier
- Nolans moeder - Clare Carey
- Isabel - Francia Almendárez
- Miriam - Marisa Guterman
- Dr. Sheila Voss - Mindy Sterling
- Mayor Izzo - Curtis Armstrong
- Max - Kendre Berry
- Grandma - Julianna McCarthy
- Todd - Justin Lee
- Tina - Alexandra Krosney
- Randy - Chad W. Smathers

## Nederlandse stemmen
| Personage    | Nederlandse stem   |
| ------------ | ------------------ |
| Nolan Byrd   | Florus van Rooijen |
| Nolans vader | Ewout Eggink       |